# Coming Around Again (Carly Simon)
"Coming Around Again" is een nummer van de Amerikaanse singer-songwriter Carly Simon. Het nummer werd uitgebracht op haar gelijknamige album uit 1987. Op 12 oktober 1986 werd het nummer uitgebracht als de eerste single van het album.

## Achtergrond
"Coming Around Again" is geschreven door Simon en geproduceerd door Russ Kunkel, Bill Payne, George Massenburg en Paul Samwell-Smith. Het nummer is geschreven voor de film Heartburn uit 1986. Door deze single kwam haar carrière weer uit het slop. Het bereikte de achttiende plaats in de Amerikaanse Billboard Hot 100 en de tiende plaats in de UK Singles Chart. Daarnaast werd het in Oostenrijk en Zweden een top 10-hit. In Nederland kwam de single tot de tiende plaats in de Top 40 en de vijftiende plaats in de Nationale Hitparade Top 100, terwijl in Vlaanderen de vijftiende positie in de voorloper van de Ultratop 50 werd gehaald.
In de videoclip van "Coming Around Again" zijn beelden te zien van Simon toen zij een kind was, en is zij met haar ouders te zien. Op de B-kant van de single stond een cover van het kinderliedje "Itsy Bitsy Spider". Deze versie verscheen ook op het album Coming Around Again. In 2010 bracht Ash een cover van het nummer uit voor hun A–Z Series.

## Hitnoteringen

### Nederlandse Top 40
| Hitnotering: 21-03-1987 t/m 02-05-1987 | Hitnotering: 21-03-1987 t/m 02-05-1987 | Hitnotering: 21-03-1987 t/m 02-05-1987 | Hitnotering: 21-03-1987 t/m 02-05-1987 | Hitnotering: 21-03-1987 t/m 02-05-1987 | Hitnotering: 21-03-1987 t/m 02-05-1987 | Hitnotering: 21-03-1987 t/m 02-05-1987 | Hitnotering: 21-03-1987 t/m 02-05-1987 | Hitnotering: 21-03-1987 t/m 02-05-1987 |
| Week                                   | 1                                      | 2                                      | 3                                      | 4                                      | 5                                      | 6                                      | 7                                      |                                        |
| -------------------------------------- | -------------------------------------- | -------------------------------------- | -------------------------------------- | -------------------------------------- | -------------------------------------- | -------------------------------------- | -------------------------------------- | -------------------------------------- |
| Nummer                                 | 25                                     | 15                                     | 10                                     | 10                                     | 14                                     | 21                                     | 26                                     | uit                                    |

### Nationale Hitparade Top 100
| Hitnotering: 07-03-1987 t/m 30-05-1987 | Hitnotering: 07-03-1987 t/m 30-05-1987 | Hitnotering: 07-03-1987 t/m 30-05-1987 | Hitnotering: 07-03-1987 t/m 30-05-1987 | Hitnotering: 07-03-1987 t/m 30-05-1987 | Hitnotering: 07-03-1987 t/m 30-05-1987 | Hitnotering: 07-03-1987 t/m 30-05-1987 | Hitnotering: 07-03-1987 t/m 30-05-1987 | Hitnotering: 07-03-1987 t/m 30-05-1987 | Hitnotering: 07-03-1987 t/m 30-05-1987 | Hitnotering: 07-03-1987 t/m 30-05-1987 | Hitnotering: 07-03-1987 t/m 30-05-1987 | Hitnotering: 07-03-1987 t/m 30-05-1987 | Hitnotering: 07-03-1987 t/m 30-05-1987 | Hitnotering: 07-03-1987 t/m 30-05-1987 |
| Week                                   | 1                                      | 2                                      | 3                                      | 4                                      | 5                                      | 6                                      | 7                                      | 8                                      | 9                                      | 10                                     | 11                                     | 12                                     | 13                                     |                                        |
| -------------------------------------- | -------------------------------------- | -------------------------------------- | -------------------------------------- | -------------------------------------- | -------------------------------------- | -------------------------------------- | -------------------------------------- | -------------------------------------- | -------------------------------------- | -------------------------------------- | -------------------------------------- | -------------------------------------- | -------------------------------------- | -------------------------------------- |
| Nummer                                 | 85                                     | 43                                     | 21                                     | 17                                     | 15                                     | 17                                     | 22                                     | 22                                     | 29                                     | 36                                     | 52                                     | 69                                     | 96                                     | uit                                    |

### NPO Radio 2 Top 2000
| Nummer met noteringen in de NPO Radio 2 Top 2000 | '99  | '00 | '01  | '02  | '03  | '04  | '05  | '06  | '07  | '08  | '09  | '10  | '11  |
| ------------------------------------------------ | ---- | --- | ---- | ---- | ---- | ---- | ---- | ---- | ---- | ---- | ---- | ---- | ---- |
| Coming Around Again                              | 1387 | -   | 1231 | 1351 | 1630 | 1636 | 1767 | 1728 | 1327 | 1572 | 1998 | 1597 | 1490 |

1. ↑  Een '-' betekent dat het nummer niet was genoteerd en een vetgedrukt getal geeft de hoogste notering aan.
2. ↑  Deze tabel is bijgewerkt tot en met de laatste editie (2024).